# فاصل تمثيلي

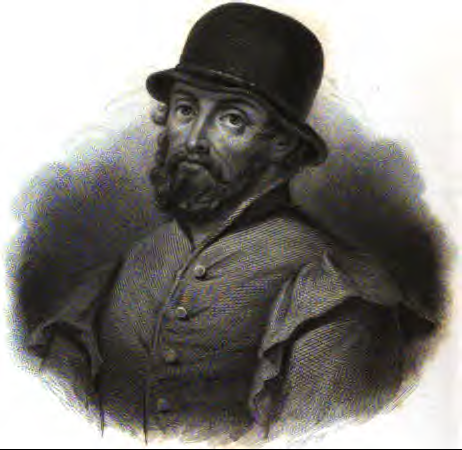

الفاصل التمثيلي أو المهزلة أو المسرحية القصيرة التي كانت تمثل بين فصلي المسرحية قديمًا (بالإسبانية: Entremés) هي مسرحيات قصيرة كتبت للعرض بين فصول الكوميديات الكبيرة. وكانت هذه النصوص عبارة عن خليط بين عناصر من السيرة الذاتية والإشارات إلى التقاليد الإسبانية وقتها. وظهرت كلمة الفواصل بمعاني مختلفة مثل أطباق متنوعة من الطعام والتسلية الموسيقية والرقصة ومبارزة الفرسان في العصور الوسطى أو التهريج، إلى أن اكتسبت مدلولًا دراميًا بين عامي 1545 و 1550 لإشاراتها إلى فقرات كوميدية ذات حبكة فكاهية، كان أبطالها من الرعاة والعوام، ولا ترتبط بالموضوع الرئيسي للمسرحية.كان الفاصل الثمثيلي يملئ الفراغ الزمني فيما بين الفصول، لتجنب انقطاع العرض، وفي نفس الوقت، كانت تعطي إحساسًا بمرور الزمن. وصلت هذه القطع المسرحية الصغيرة والفكاهية والساخرة إلي كمالها مع لوبي دي رويدا في منتصف القرن السادس عشر. حيث أعطى لمسرحياته القصيرة الخاصة بعصر النهضة طبيعة مستقلة، كما طور سلسلة من الموضوعات والأنواع والمواقف التي ورثها عن ثيربانتس.